# (119070) 2001 KP77
(119070) 2001 KP77 （也可以寫成(119070) 2001 KP77）是位於古柏帶，與海王星有著4:7共振的小行星。它是在2001年5岳23日被Marc W. Buie在Cerro Tololo發現的。

## 顏色
在B-v色指數上，2001 KP77比任何TNO更為偏紅，必且是最高的。在2002年4月19日，設定TNO的B-v紀錄為1.544。 依據其反照率，2001 KP77在可見光的光譜呈現橘棕色。

## 尺寸
依據絕對興等（H）6.93估計，2001 KP77的直徑大小在110至240公里之間。

## 外部連結
- 4:7 Resonance（页面存档备份，存于）
- TNO Colors
- KBO Surface Colors
- Orbital simulation（页面存档备份，存于） from JPL (Java) / Ephemeris（页面存档备份，存于）